# Cannizzaro (famiglia)
I Cannistraci, Cannistrà, Cannizzaro o Cannizzari sono un'antica famiglia proveniente dalla Catalogna giunta in Sicilia con un Tommaso al seguito del re Pietro III di Aragona da cui ebbe la castellania di Terranova confermata nel 1298 da re Federico.

## Storia
Oltre a godere di uffici di corte come quella di gentiluomini del palazzo reale, godette tra le altre delle baronie di Nucifora, Nadore, Rigilifi, Cavaleri, Castelluzzo, Terrati, di Passanito e Bidani nel 1653 per successione Ventimiglia.
Da Palermo altri rami della famiglia si radicarono in Messina, Catania, Noto e Siracusa dove vissero i baroni di Ravagliuso, Rigilasi e Scafenda. 
 Ricoprirono numerose volte l’ufficio di Giudice della regia Gran Corte e del Consistorio, oltre ad aver avuto letterati quali Giuseppe, Nicolò e  Pietro elogiati da Mongitore. Un Francesco fu duca di Belmurgo nel 1689. Ebbero inoltre il marchesato di San Niccolò.
Con decreto ministeriale del 1900 è stato riconosciuto nei titoli di barone di Belmontino inferiore e signore di Leone il signor Silvestro Cannizzaro

## Blasone
Troncato: nel 1º d'azzurro, a 2 stelle d'oro di 6 raggi, ordinate in fascia; nel 2º di rosso, a tre sbarre d'oro